# Pulo Leung Teuga
Pulo Leung Teuga is een bestuurslaag in het regentschap Pidie van de provincie Atjeh, Indonesië. Pulo Leung Teuga telt 435 inwoners (volkstelling 2010).